# Mario Scardanzan
Mario Scardanzan (Falcade, 13 marzo 1964) è un ex sciatore alpino italiano.

## Biografia
Discesista puro, Scardanzan prese parte ai Mondiali juniores di Auron 1982, classificandosi al 7º posto, e ai Campionati italiani 1984 vinse la medaglia di bronzo; non prese parte a rassegne olimpiche né ottenne piazzamenti in Coppa del Mondo o ai Campionati mondiali.

## Palmarès

### Campionati italiani
- 1 medaglia[2]:
  - 1 bronzo (discesa libera nel 1984)